# Les Monges Franciscanes
Les Monges Franciscanes és una obra del municipi de Vilassar de Mar (Maresme) inclosa en l'Inventari del Patrimoni Arquitectònic de Catalunya.

## Descripció
Edifici religiós de tres cossos, dos laterals coberts per una teulada de dos vessants amb el carener perpendicular a la façana i un cos central, perpendicular als altres dos, cobert per una teulada de dues vessant amb el carener paral·lel a la façana, fent "U".
Tot el conjunt està format per una planta baixa i un pis. El cos de l'esquerra té una capella i exteriorment presenta una espadanya, un gran finestral amb guardapols que li dona un cert aire historicista i un portal d'entrada que connecta directament amb l'exterior. Els elements arquitectònics utilitzats són bastant senzills i només cal destacar la gran quantitat de cartel·les que suporten el voladís de la teulada. S'accedeix al conjunt a través d'un pati central.